# Стара гарда
Стара гарда (енгл. The Old Guard) амерички је суперхеројски филм из 2020. Режију потписује Џина Принс Бајтвуд, по сценарију Грега Раке. Темељи се на истоименом серијалу стрипова. Глумачку поставу предводи Шарлиз Терон. Радња филма прати тим бесмртних плаћеника у осветничкој мисији.
Филм је 10. јула 2020. приказао Netflix. Добио је углавном позитивне рецензије критичара, који су посебно похвалили акционе сцене и глуму Теронове. Наставак, Стара гарда 2, приказан је у јулу 2025.

## Радња
Четворо бесмртних ратника, који су вековима штитили човечанство, постану мета тајанствених сила управо када пронађу још једног бесмртника.

## Улоге
| Глумац            | Улога         |
| ----------------- | ------------- |
| Шарлиз Терон      | Енди          |
| Кики Лејн         | Најл Фриман   |
| Марван Кензари    | Џо            |
| Лука Маринели     | Ники          |
| Хари Мелинг       | Стивен Мерик  |
| Вероника Нго      | Квин          |
| Матјас Схунартс   | Букер         |
| Чуетел Еџиофор    | Џејмс Копли   |
| Анамарија Маринка | др Мета Козак |
| Џои Ансах         | Кин           |